# 同一性保持権
同一性保持権（どういつせいほじけん）は、著作者人格権の一種であり、著作物及びその題号につき著作者（著作権者ではないことに注意）の意に反して変更、切除その他の改変を禁止できる権利のことをいう（日本の著作権法20条1項前段。以下、特に断らない限り、引用法令は日本のもの）。

## 概要
著作物が無断で改変される結果、著作者の意に沿わない表現が施されることによる精神的苦痛から救済するため、このような制度が設けられていると理解されている。もっとも、元の著作物の表現が残存しない程度にまで改変された場合は、もはや別個の著作物であり、同一性保持権の問題は生じない（「パロディ・モンタージュ写真事件」（第1次）、最高裁判所判決昭和55年3月28日）。場合によっては私的改変を禁止する権利もあり、他人に私的改変させるツールを提供することは不法行為として問うことができる。
また、ベルヌ条約上の同一性保持権は、著作者の名誉声望を害するおそれがあることを要件とした権利になっているのに対し、日本の著作権法では、そのような限定はされておらず、著作者の意に反することを要件とした権利になっており、これを問題視する見解もある。

## 例外
以下の場合には、同一性保持権の適用が除外され、改変が認められる（著作権法20条2項）。
- 用字の変更など学校教育の目的上やむを得ないと認められる改変（1号）
  - 小学生向けの教科用図書に文学作品を掲載する場合に、小学生の学力では読むことが困難な漢字をひらがなに変更する行為などがこれに該当する。
- 建築物の増改築・修繕等に伴う改変（2号）
  - 人間の居住性を確保しなければならない建築物の実用性を考慮したものである。例えば、建築士のAさんの企画、設計及び指揮によりX大学に独特な形態の正門が建たれたと仮定して、数年後、学生数などの増加で学校財団は正門を拡張・変形するという計画を樹立した。具体的な内容は正門の一つの軸を2メートル移転するというものだったが、こうなると当初の正門とは外観が変わる。この場合、独特な形で正門が作られているので創作性が認められて建築著作物として建築士のAさんが著作者となる。正門の製作者の建築士のAさんと所有者の学校財団Xとの権利が衝突するが、この条項により著作者の同一性保持権が制限される。
- プログラムの著作物について、特定のコンピュータで利用できるようにしたり、より効果的に利用し得るようにするために必要な改変（3号）
  - 特定のオペレーティングシステム(OS)上でしか動作しないプログラムを、他のOS上でも動作させるための改変、プログラムの不具合を取り除くための改変（デバッグ）、プログラム動作の高速化を目的として、冗長な処理ステップを取り除くための改変などがこれに該当する。プログラムの開発、利用現場で行われる改変行為のほとんどがこれらを目的とすると考えられるため、実務的な場面でプログラム著作物の同一性保持権が訴訟の対象になる場面は少ないと考えられるが、ゲームの仕様（ゲームの進行やキャラクターの性的表現等）の改変が訴訟で争われ同一性保持権が認定されたケースがある（チート#事件となったチート行為）。
- その他の利用の目的及び態様に照らし、やむを得ないと認められる改変（4号）
  - 歌唱や演奏の技能が乏しいため、原曲に忠実に歌唱や演奏ができない場合であっても、本号の規定により同一性保持権の侵害にならない。

著作権法第2章第3節第5款には、私的使用のための複製をはじめとした著作権の制限について規定されているが、著作権法第50条にて款の規定が著作者人格権に影響を及ぼすように解釈してはならないと規定されており、文理上、私的な領域であっても同一性保持権の例外とならない。しかし、通常、私的な改変行為は著作者の意に反することのない行為であるから、同一性保持権を侵害することはないとする見解もある。

## 翻案権との関係
日本の著作権法は、著作権の改変に関する権利として、著作者の人格的利益を保護するための同一性保持権のほか、著作権の支分権としての翻案権の制度を設けている（著作権法第27条）。
同一性保持権は、著作者の人格的利益を保護するための制度であるのに対し、翻案権は著作権者の財産的利益を保護するための制度であるという差異があり、両者は制度趣旨が異なるものである（ただし、両者の権利を一元的に理解する見解も存在する）。
翻案権の譲渡がされていない場合は、同一性保持権と翻案権は同一人に帰属するため、翻案権についてライセンス付与があった場合は、ライセンスの範囲内で同一性保持権は制約を受けると解される。
これに対し、翻案権が譲渡されている場合は、同一性保持権と翻案権は別人に帰属することになる。そのため、翻案権者と著作物の利用者との間で著作物の翻案に関するライセンス契約が締結され、そのライセンスに従い著作物の改変が行われた場合、著作者は同一性保持権を行使して改変を差し止めることができるのかが問題となる。
この点の問題の解決については色々な見解が唱えられており、翻案権譲渡の際に翻案に必然に伴う改変の限度で同一性保持権を行使しない黙示の同意を与えていると構成する見解、翻案に必要な限度での改変は著作権法20条2項4号にいう「著作物の性質並びにその利用の目的及び態様に照らしやむを得ないと認められる改変」に該当するとする見解、翻案権と同一性保持権が別人に帰属する場合は著作者の名誉感情にかかわらない改変は同一性保持権を侵害しないと解する見解などがある。

## 自由利用を目的とするライセンスとの関係
GPL、GFDL、Creative Commons Licenseなど、目的に関わらず使え、著作物の自由な利用の促進を目的としたライセンスが存在するが、このようなライセンスが同一性保持権との関係で有効なのかが問題とされることがある。
この点、先に例記したライセンスは、同一性保持権を考慮した条項を置いていない。これは、これらのライセンスがアメリカ合衆国で発案されたものであり、後述するように同国の著作権法は伝統的に財産的利益を中心として規定しており、著作者人格権に関する一般的な規定がないことに起因する。
これに対し、日本の著作権法は同一性保持権に関する規定が存在し、放棄はできないと解されている。しかも、ベルヌ条約では名誉声望を害する恐れのある改変からの保護を規定しているのに対し、日本の著作権法では、改変が名誉声望を害するおそれがあることを同一性保持権侵害の要件としておらず、単に改変等が著作者の意に反することを要件としている。このような事情があるため、上記のようなライセンスは、日本の著作権法とは適合しないのではないかという問題がある。ただし、上記のようなライセンスでは改変（翻案）することを容認しているので、著作者がライセンスに同意していれば改変・翻案に同意している（意に反していない）ことになるので、日本の著作権法に適合していると見ることもできる。
この点、クリエイティブ・コモンズの日本版ライセンスは、著作者人格権を行使しない旨の条項を設けることにより、問題点を回避している。ただし、前述したとおり、著作者人格権の不行使契約は無効であるとの見解もあり、なお問題を抱えていることは否定できない。